# Pentanale
Die Pentanale sind eine Gruppe von vier isomeren gesättigten Aldehyden mit fünf Kohlenstoffatomen. Sie haben die allgemeine Summenformel C5H10O und eine molare Masse von 86,13 g/mol. Man kann sie sich auch zusammengesetzt vorstellen aus einer Butyl- und einer Aldehydgruppe (–CHO); damit sind alle vier Varianten (Strukturisomere) vertreten, die sich in ihren Eigenschaften teils deutlich unterscheiden. Der 2-Methylbutyraldehyd ist chiral und bildet zwei stereoisomere Formen.
Sie sind u. a. durch Oxidation der entsprechenden primären Pentanole (1-Pentanol, 3-Methyl-1-butanol, 2-Methyl-1-butanol und 2,2-Dimethyl-1-propanol) zugänglich. Durch weitere Oxidation entstehen die analogen Pentansäuren.
| Pentanale                                                                                   |              |                 |                          |                          |                      |
| Name                                                                                        | n-Pentanal   | iso-Pentanal    | sec-Pentanal             | sec-Pentanal             | tert-Pentanal        |
| IUPAC-Nomenklatur                                                                           | Pentanal     | 3-Methylbutanal | 2-Methylbutanal          | 2-Methylbutanal          | 2,2-Dimethylpropanal |
| Andere Namen                                                                                | Valeraldehyd | Isovaleraldehyd | 2-Methylbutyraldehyd     | 2-Methylbutyraldehyd     | Pivalaldehyd         |
| Andere Namen                                                                                | Valeraldehyd | Isovaleraldehyd | (S)-2-Methylbutyraldehyd | (R)-2-Methylbutyraldehyd | Pivalaldehyd         |
| Strukturformel                                                                              |              |                 |                          |                          |                      |
| CAS-Nummer                                                                                  | 110-62-3     | 590-86-3        | 96-17-3 (Racemat)        | 96-17-3 (Racemat)        | 630-19-3             |
| CAS-Nummer                                                                                  | 110-62-3     | 590-86-3        | 1730-97-8                | 33204-48-7               | 630-19-3             |
| PubChem                                                                                     | 8063         | 11552           | 7284 (Racemat)           | 7284 (Racemat)           | 12417                |
| PubChem                                                                                     | 8063         | 11552           | 6971248 a                |                          | 12417                |
| FL-Nummer                                                                                   | 05.005       | 05.006          | 05.049 (Racemat)         | 05.049 (Racemat)         | -                    |
| Schmelzpunkt                                                                                | −92 °C       | −51 °C          | < −60 °C (Racemat)       | < −60 °C (Racemat)       | 6 °C                 |
| Siedepunkt                                                                                  | 103 °C       | 92 °C           | 91–93 °C (Racemat)       | 91–93 °C (Racemat)       | 74 °C (973 hPa)      |
| a Anmerkung: Die bei PubChem dargestellte Strukturformel weist die falsche Stereochemie auf |              |                 |                          |                          |                      |

## IUPAC-Nomenklatur
Nach der IUPAC-Nomenklatur werden nur Aldehyde mit einem Pentan-Grundgerüst zu den Pentanalen gezählt. Nach dieser Definition gehören iso- und sec-Pentanal zu den Butanalen und tert-Pentanal zu den Propanalen.